# KEXP-FM

KEXP의 로고

KEXP-FM (90.3 FM)은 미국 워싱턴주 시애틀에 위치한 비영리 라디오 방송국으로 디스크 자키가 재생하는 독립 음악을 전문적으로 다루고 있다. KEXP의 방송국은 시애틀 센터에 있으며, 송신기는 시애틀 캐피틀힐 인근에 있다. 워싱턴 대학교의 계열사인 비영리 단체 프렌즈 오브 KEXP(Friends of KEXP)에서 운영하고 있다.
KEXP는 주로 얼터너티브 록 음악을 선곡하는 일일 버라이어티 믹스 프로그램뿐만 아니라 힙합, 아프로비트, 펑크 록, 앰비언트, 얼터너티브 컨트리, 라틴 음악, 월드 뮤직과 같은 다른 음악 장르 전문의 주간 프로그램을 제공하고 있다. 또한 음악가들의 스튜디오 내 라이브 공연을 정기적으로 진행하고 있다. 시애틀과 샌프란시스코에 수신을 제공하는 아날로그 송신과 함께 KEXP는 온라인 라이브 스트림, DJ 노트가 포함된 실시간 플레이리스트, 유튜브 채널을 제공하고 있다.
1972년 워싱턴 대학교의 학생 운영 방송국인 KCMU에서 시작된 KEXP는 시애틀의 음악 신에 영향력을 끼쳤다. 1980년대 후반 너바나와 사운드가든과 같은 그런지 밴드를 방송한 최초의 라디오 방송국이었다. 2001년, 현재 팝 문화 박물관이라는 이름으로 운영하고 있는 익스피리언스 뮤직 프로젝트와 파트너십을 맺은 후 인터넷 스트리밍과 초기부터 웹사이트에 대한 투자 덕분에 보다 국제적인 청취자를 확보하기 시작했다. 2014년, 대학교는 KEXP-FM의 연방 통신 위원회 라이선스를 프렌즈 오브 KEXP에 양도해 방송국의 관리 및 프로그래밍 결정의 독립성을 부여했다.